# Комарек, Владимир
Владимир Кома́рек (чеш. Vladimír Komárek; 10 августа 1928, Хоренско (ныне район Семили в Либерецком крае Чехии — 24 августа 2002, Йилемнице) — чешский художник, график, иллюстратор, педагог. Один из ведущих деятелей чешского искусства XX века.

## Биография
С раннего возраста отличался талантом к рисованию. Изобразительное искусство начал изучать в профессиональной школе художественного стекла в г. Железни-Брод, в 1946 году поступил в пражскую Академию изобразительных искусств. Через два года перешëл в Высшую школу прикладного искусства в Праге, которую окончил в 1954 году. Ученик профессора Карела Штипла (Štipl).
Уже во время учëбы занимался свободным творчеством, активно участвовал в работе группы и объединения единомышленников художников. В 1965—1971 годах один из ведущих членов Ассоциации чешских художников-графиков и пластиков .
Большую часть жизни провел в г. Семили.
В 2021 году посмертно награждён чешской медалью «За заслуги» I степени.

## Творчество
Владимир Комарек — один из наиболее видных чешских художников-графиков и создателей экслибрисов.
Первая персональная выставка состоялась в 1958 году в городе Ческа-Липа.
Иллюстрировал книги Владимира Голана (за создание иллюстраций к его книге стихов «Дерево сбрасывает кору» в 1981 году получил престижную премию «Лучшая книга года»), Карела Маха, лауреата Нобелевской премии по литературе 1984 года Ярослава Сейферта и др.